# Макарий (Миролюбов)
Архиепископ Мака́рий (в миру — Никола́й Кири́ллович Миролю́бов; 24 марта [5 апреля] 1817, Ухолово, Рязанская губерния — 24 декабря 1894  [5 января 1895], Нижний Новгород) — епископ Русской православной церкви, архиепископ, духовный писатель и историк, собиратель материалов об истории Великого Новгорода.

## Биография
Николай Кириллович Миролюбов родился в 1817 году в селе Ухолово Рязанской губернии в семье священника Кирилла Прокопьевича Подлесенского.
При поступлении в 1827 году в Сапожковское духовное училище ему была дана новая фамилия — Миролюбов. Дальнейшее духовное образование он получил в Рязанской духовной семинарии, где был одним из лучших учеников, почему и был послан в 1839 году учиться за казённый счет в Московскую духовную академию, курс которой окончил в 1842 году по I разряду (13-й магистр XIII курса) и был определён в Нижегородскую духовную семинарию преподавателем логики, психологии и латинского языка. В 1844 году он занял должность помощника инспектора семинарии; с 1845 года — профессор патристики.
Монашеский постриг под именем Макарий он принял 2 июня 1846 года в Благовещенском нижегородском монастыре; 9 июня был рукоположён в иеромонаха.
Начиная с 1848 года, на страницах «Нижегородских губернских ведомостей» стали регулярно публиковаться исторические статьи и сообщения профессора иеромонаха Макария; 10 декабря 1849 года он стал членом и сотрудником Императорского русского географического общества; в 1850 году — действительным членом Императорского русского археологического общества и членом-корреспондентом Императорского общества истории и древностей Российских. В это время он обследовал библиотеки, архивы губернских и уездных духовных учреждений, монастырей и церквей.
В мае 1853 года Макарий был определён в Пермскую духовную семинарию на должность инспектора, а также профессора богословского класса; 20 июня 1853 года возведён в сан игумена и по распоряжению митрополита Филарета был назначен членом Синодального комитета, образованного для составления охранных описей церковных древностей, после чего был командирован в Вологду, Ярославль, Кострому и Владимир, для изучения важнейших хранилищ церковных древностей в епархиях.
В 1854 году Макарий возведён в сан архимандрита с присвоением ему лично степени настоятеля третьеклассного монастыря, и по назначению Святейшего Синода он отправился для разбора архива Софийского собора. Здесь он написал свой двухтомный труд «Археологическое описание церковных древностей в Новгороде и его окрестностях». В I томе он указал сведения и описания 64 новгородских и пригородных церквей и монастырей (издан в 1860 году). Во втором томе — описания предметов, обладавших исторической и художественной ценностью (иконы, кресты, лицевое шитьё, облачение).
В 1856 году Макарий был удостоен Ордена Святой Анны 2-й степени. В это же время им было написано «Сказание о трудах и жизни Гавриила, Митрополита Новгородского», за которое в 1857 году ему была объявлена Высочайшая благодарность Его Императорского Величества. С 1858 года он — ректор Рязанской духовной семинарии и настоятель Рязанского Спасского второклассного монастыря.
В 1860 году Макарий был назначен ректором Новгородской духовной семинарии, которую возглавлял до 1866 года. За этот период им были написаны ещё несколько трудов о новгородских древностях: «Путеводитель по Новгороду с указанием его церковных древностей и святынь», «Церковно-историческое и статистическое описание Старой Руссы», «Описание новгородского Юрьева монастыря», «Описание Хутынского монастыря», «Описание новгородского архиерейского дома».
Макарий известен также свой блестящей речью в 1862 году, при открытии памятника «Тысячелетие России». Им также написано большое количество биографических очерков, посвящённых деятелям православной церкви, в том числе Тихону Задонскому.
17 июня 1866 года, по Высочайше утверждённому докладу Святейшего Синода, архимандрит Макарий назначен епископом Балахнинским, викарием Нижегородской епархии. Однако пробыл на этом посту всего лишь год: 29 августа 1867 года по именному Его Императорского Величества указу, данному Святейшему Синоду, повелено ему быть епископом Орловским и Севским.
С 25 декабря 1876 года — епископ Архангельский и Холмогорский.
С 23 мая 1879 года — епископ Нижегородский и Арзамасский.
С 7 июня 1885 года — епископ Вятский и Слободский.

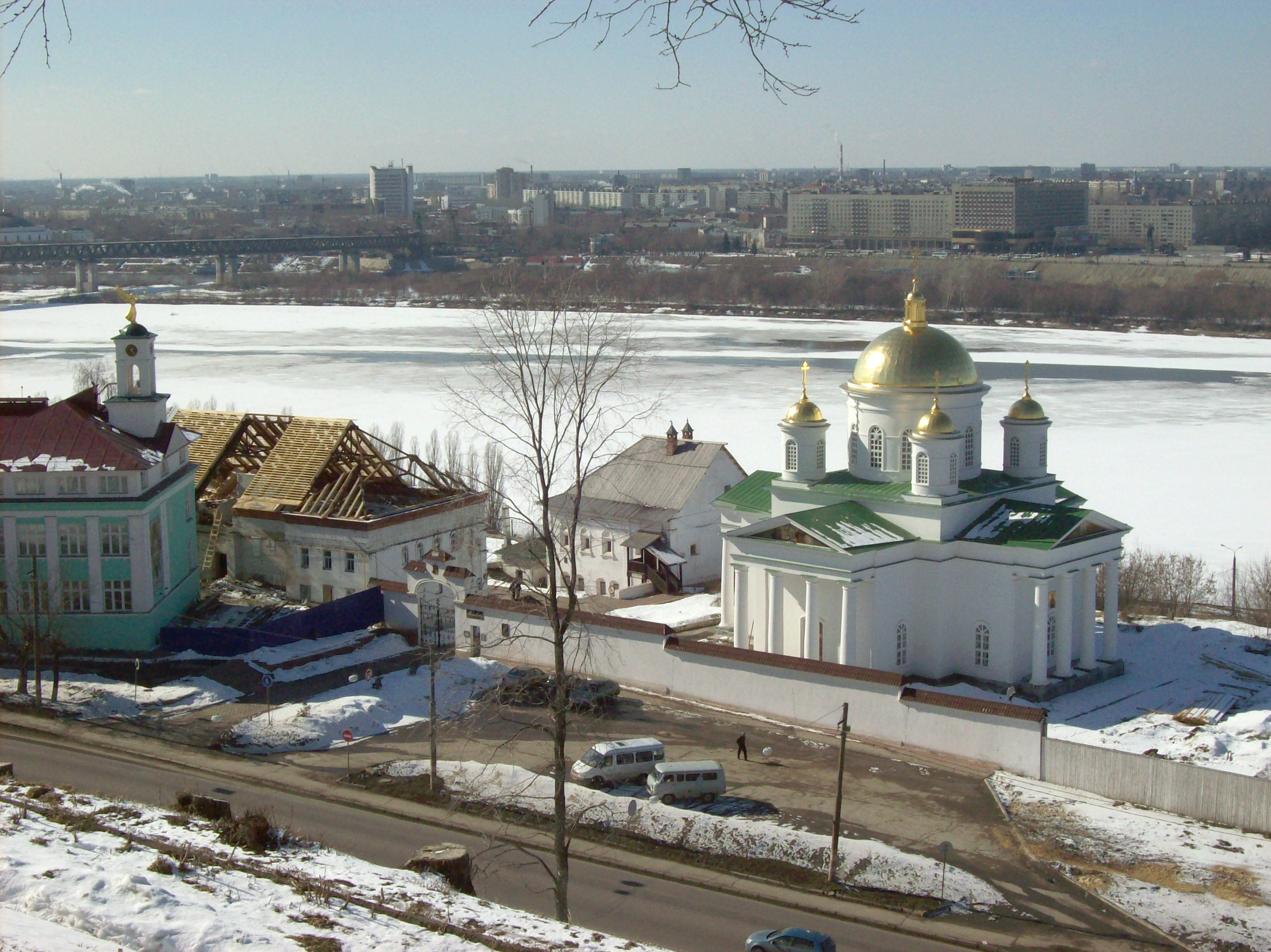
Церковь Алексия митрополита Нижегородского Благовещенского монастыря, где был похоронен святитель

5 декабря 1887 года переведён архиепископом Донским и Новочеркасским.
30 апреля 1894 года уволен на покой, согласно прошению, в Нижегородский Благовещенский монастырь.
В 1870 году Преосвященный Макарий удостоен звания действительного члена Общества восстановления Православного Христианства на Кавказе и получил от этого общества знак св. Нины 2-й степени. 28 марта 1871 года Всемилостивейше сопричислен к ордену св. Анны 1-й степени. В 1872 году избран Почётным членом Московской духовной академии и Московского братства св. Петра Митрополита. Пастырские речи епископа, произнесённые за время пребывания его на архиерейской кафедре в Орле, впоследствии были изданы неоднократно, в том числе и в Москве.
Погребён был в левом приделе Алексеевского храма Нижегородского Благовещенского монастыря.
В 2022 году бюст архиепископа Макария установлен в Вознесенском Печерском монастыре Нижнего Новгорода